# Niphogeton lingula
Niphogeton lingula là một loài thực vật có hoa trong họ Hoa tán. Loài này được (Wedd.) Mathias & Constance mô tả khoa học đầu tiên năm 1951.